# Bloody Mary (South Park)
Bloody Mary is de 139ste aflevering van de animatieserie South Park van Comedy Central. Hij was voor het eerst te zien op 7 december 2005.

## Verhaal
Wanneer de jongens (Stan, Eric, Kyle en Ike) klaar zijn met karate moeten ze teruggebracht worden door de dronken Randy Marsh. Ze worden aangehouden en gearresteerd. Een paar dagen later moet Randy van de staat praten over zijn drankprobleem. Hij besluit ook bij een club te gaan om over zijn probleem te praten, daar wordt hem wijsgemaakt dat alcoholisme een ziekte is. Intussen gaat een beeld van de heilige maagd Maria uit haar vagina bloeden, Randy denkt dat hij door haar genezen kan worden. Daar wordt hij 'genezen' (denkt hij), tot de paus een paar dagen later zegt: "een vrouw die uit haar vagina bloedt is niet bijzonder dus geen mirakel, een vrouw bloedt de hele tijd uit haar vagina". Randy gaat bijna weer aan de drank, maar wordt omgepraat door zijn zoontje Stan.